# Eugene Ormandy
Eugene Ormandy, geboren als Jenő Ormándy-Blau (Boedapest (Hongarije), 18 november 1899 – Philadelphia (Verenigde Staten), 12 maart 1985), was een Hongaars-Amerikaans dirigent en violist.

## Biografie
Eugene Ormandy begon met zijn vioolstudie aan de Hongaarse Koninklijke Nationale Muziekacademie (tegenwoordig de Franz Liszt Muziekacademie) toen hij vijf jaar oud was. Hij gaf zijn eerste concerten toen hij zeven was en studeerde af toen hij veertien was. In 1920 behaalde hij een universitaire graad in filosofie. In 1921 emigreerde hij naar de Verenigde Staten en veranderde zijn naam van Jenő Ormándy-Blau naar "Eugene Ormandy". Hij begon als violist in het Major Bowes Capitol Theater Orchestra in New York, waar hij binnen vijf dagen concertmeester was. Dit orkest, waarvan hij vervolgens ook dirigent werd, begeleidde stomme films. Als violist maakte Ormandy tussen 1923 en 1929 zestien opnamen.
Arthur Judson, de machtigste manager op het gebied van de Amerikaanse klassieke muziek gedurende de jaren dertig, hielp Ormandy met zijn carrière. Toen Arturo Toscanini te ziek was om het Philadelphia Orchestra in 1931 te dirigeren vroeg Judson Ormandy zijn plaats in te nemen. Dit leidde tot zijn eerste belangrijke benoeming als dirigent, in Minneapolis.

## Carrière

### Minneapolis Symphony Orchestra
In 1931 werd Ormandy als dirigent van het Minneapolis Symphony Orchestra (tegenwoordig het Minnesota Orchestra) benoemd. Hij bleef er tot 1936. Gedurende de donkere dagen van de Grote Depressie nam RCA Victor Ormandy onder contract, en maakte veel opnamen met het Minneapolis Symphony. Hier zijn ook een aantal eerste opnamen bij, onder meer van John Alden Carpenters Adventures in a Perambulator; Zoltán Kodálys Hary Janos Suite; Arnold Schönbergs Verklärte Nacht en Roy Harris' American Overture (gebaseerd op "When Johnny Comes Marching Home").

### Het Philadelphia Orchestra
Ormandy's 44-jarig verblijf bij het Philadelphia Orchestra begon in 1936, en is de voornaamste oorzaak van zijn reputatie. Twee jaar nadat hij benoemd was als dirigent naast Leopold Stokowski werd hij eerste dirigent en bleef dit tot aan zijn "pensioen" in 1980. (Stokowski bleef tot in 1941 concerten geven in Philadelphia). Als eerste dirigent gaf Ormandy tussen de 100 en 180 uitvoeringen per jaar.
Ormandy had een partituur snel onder controle en dirigeerde vaak zonder partituur of baton. Hij had een formele en gereserveerde stijl van dirigeren, zoals zijn idool en vriend Arturo Toscanini. Een van de musici uit het orkest zei ooit: “Hij probeert niet elke noot te dirigeren, zoals sommige dirigenten dat doen”. Onder Ormandy's leiding had het Philadelphia Orchestra een “weelderige” legato stijl, die gekarakteriseerd werd door de strijktechniek die Stokowski had ingevoerd en waarmee hij bekend geworden is. Deze stijl werd gewaardeerd, al was er ook kritiek, namelijk dat Ormandy een gebrek aan originaliteit vertoonde.

### Gastdirectie bij het Rotterdams Philharmonisch Orkest
Na zijn "pensioen" bij het Philadelphia Orchestra kwam Ormandy een aantal seizoenen als gastdirigent naar het Rotterdams Philharmonisch Orkest, waarmee hij onder meer de Eerste symfonie van Mahler met groot succes uitvoerde.

### Prijzen en erkenningen
- De Presidential Medal of Freedom van Richard M. Nixon, in 1970;
- Ridder Commandeur in de Orde van het Britse Rijk, in 1976;
- De Ditson Conductor's Award voor het bevorderen van de Amerikaanse muziek, in 1977.

## Opnamen
Van 1936 tot aan zijn dood heeft Ormandy honderden opnamen gemaakt met het Philadelphia Orchestra in elk mogelijk muziekgenre. Richard Freed schreef: "Ormandy is van alle dirigenten wel het meest dichtbij gekomen bij het opnemen van de "Complete Werken van wie dan ook", waarbij hij een behoorlijk aantal composities ook nog eens drie of vier keer opnam om tegemoet te komen aan en te profiteren van de nieuwe opnametechnieken of om een nieuwe solist te presenteren."

### Eerste opnamen
Wereldpremières van het Philadelphia Orchestra en Ormandy:
- Gustav Mahler, Symfonie nr. 10. CBS, november 1965;
- Sergej Prokofjev, Alexander Nevski, Jennie Tourel (mezzosopraan), Westminster Choir. RCA, mei 1945;
- Prokofjev, Symfonie nr. 6. CBS, januari 1950;
- Prokofjev, Symfonie nr. 7. CBS, april 1953;
- Dmitri Sjostakovitsj, Celloconcert nr. 1, Mstislav Rostropovitsj (cello). CBS, november 1959.

Ormandy heeft ook een aantal opnamen gemaakt, die voor het eerst in Amerika zijn gemaakt Paul Hindemiths Mathis der Maler symfonie, Carl Orffs Catulli Carmina (die in 1968 de Grammy Award won voor de beste kooruitvoering), Sjostakovitsj' symfonieën nrs. 4, 13, 14 en 15, Carl Nielsens symfonieën 1 & 6, Anton Weberns Im Sommerwind, Krzysztof Penderecki's Utrenja, en Gustav Mahlers symfonie nr. 10.

### Andere belangrijke opnamen
- Béla Bartók – Pianoconcert nr. 3 (met György Sándor, 1946, Columbia Masterworks, opnieuw uitgebracht op cd in 2002 door Pearl)
- Claude Debussy – La damoiselle élue (1947, Sony/Masterworks Heritage, met Bidú Sayão en Rosalind Nadell
- Frederick Delius – Orkestrale werken (1961-1962, Sony, op deze cd staat ook Brigg Fair, A Dance Rhapsody nr. 2, en On hearing the first cuckoo in spring
- Georg Friedrich Händel - The Messiah (1958-1959, CBS/Sony), met o.a. Eileen Farrell en Martha Lipton
- Gustav Holst – The Planets (1975, RCA)
- Franz Liszt – Pianoconcert nr. 1 (1952, Sony/Grand Répertoire, met Claudio Arrau) (in een keer opgenomen)
- Gustav Mahler – Symfonie nr. 10, Deryck Cooke-versie (1965, Sony/Masterworks Portrait)
- Carl Orff – Carmina Burana (1960, Sony)
- Sergej Prokofjev – Symfonie nr. 5 (1957, Sony)
- Sergej Prokofjev – Symfonie nr. 6 (1961, Columbia Masterworks, niet op cd)
- Sergej Rachmaninov – Symfonische Dansen (1960, Sony)
- Sergej Rachmaninov- Symfonie nr. 2 (1973, RCA)
- Maurice Ravel – Pianoconcert voor de linkerhand (met Robert Casadesus, 1947, Sony/Masterworks Heritage)
- Jean Sibelius – Symfonie nr. 4 (1954, Sony)
- Jean Sibelius – Vier symfonische gedichten uit Kalevala (ook bekend onder de naam Lemminkäinen Suite (1978, EMI)
- Dmitri Sjostakovitsj – Symfonie nr. 4 (1963, Sony)
- Dmitri Sjostakovitsj – Symfonie nr. 13, "Babi Yar" (met Tom Krause en het Mendelssohn Choir van Philadelphia, * 1970, RCA, cd alleen verkrijgbaar in Japan)
- Dmitri Sjostakovitsj – Symfonie nr. 14 (met Phyllis Curtin en Simon Estes, 1971, RCA, cd alleen verkrijgbaar in Japan)
- Dmitri Sjostakovitsj – Symfonie nr. 15 (1972, RCA)
- Richard Strauss – Ein Heldenleben (1960, Sony)
- Richard Strauss – Don Quichotte met Lorne Munroe (cello) en Carlton Cooley (viool) (1961, Sony)
- Pjotr Iljitsj Tsjaikovski – Vioolconcert in D (met Itzhak Perlman, 1978, EMI)
- Pjotr Iljitsj Tsjaikovski – Symfonie nr. 4 (1963, Sony)
- Pjotr Iljitsj Tsjaikovski – Symfonie nr. 5, (1959, Sony)
- Pjotr Iljitsj Tsjaikovski – Symfonie nr. 6, "Pathetique" (1960, Sony)
- Pjotr Iljitsj Tsjaikovski – De Notenkraker (delen van), (1963, Sony)